# Associazione Calcio Bellaria Igea Marina 2008-2009
Questa pagina raccoglie le informazioni riguardanti l'Associazione Calcio Bellaria Igea Marina nelle competizioni ufficiali della stagione 2008-2009.

## Rosa
| N. |                   | Ruolo | Calciatore            |
| -- | ----------------- | ----- | --------------------- |
|    | Italia (bandiera) | D     | Gianni Abbondanza     |
|    | Italia (bandiera) | P     | Andrea Allegrini      |
|    | Italia (bandiera) | A     | Alex Ambrosini        |
|    | Italia (bandiera) | C     | Marco Brighi          |
|    | Italia (bandiera) | C     | Alessio Briglia       |
|    | Italia (bandiera) | D     | Michele Camillini     |
|    | Italia (bandiera) | A     | Gianluca Carestia     |
|    | Italia (bandiera) | C     | Giovanni Conti        |
|    | Italia (bandiera) | D     | Mauro Coppini         |
|    | Italia (bandiera) | D     | Manuel Ferrani        |
|    | Italia (bandiera) | D     | Alessandro Giacometti |
|    | Italia (bandiera) | C     | Alessandro Greco      |
|    | Italia (bandiera) | A     | Pietro Lorenzini      |
|    | Italia (bandiera) | D     | Domenico Marchetti    |

| N. |                    | Ruolo | Calciatore                |
| -- | ------------------ | ----- | ------------------------- |
|    | Italia (bandiera)  | A     | Ettore Marchi             |
|    | Marocco (bandiera) | A     | Adil Mezgour              |
|    | Italia (bandiera)  | P     | Casaretto Filippo Mosetti |
|    | Italia (bandiera)  | D     | Manuel Muccini            |
|    | Italia (bandiera)  | A     | Jacopo Muggeo             |
|    | Italia (bandiera)  | D     | Matteo Nevicati           |
|    | Italia (bandiera)  | C     | Giacomo Nobili            |
|    | Italia (bandiera)  | D     | Francesco Severi          |
|    | Italia (bandiera)  | C     | Renzo Tasso               |
|    | Italia (bandiera)  | D     | Nicola Verdi              |
|    | Italia (bandiera)  | P     | Sergio Viotti             |
|    | Italia (bandiera)  | A     | Paolo Zanardo             |
|    | Italia (bandiera)  | C     | Lamberto Zauli            |